# Andrew Dost
Andrew Paul Dost, född 10 april 1983, är en amerikansk musiker. Han är medlem i gruppen Fun där han spelade flera instrumnet, främst dock keyboard. Han var tidigare, från 2000 till 2006, medlem i indierockbandet, Anathallo.

## Fotnoter
1. ↑  Freebase Data Dumps, Google.[källa från Wikidata]